# ویلمر کابررا
ویلمر کابررا (انگلیسی: Wílmer Cabrera؛ زادهٔ ۱۵ سپتامبر ۱۹۶۷) بازیکن فوتبال اهل کلمبیا است.
از باشگاه‌هایی که در آن بازی کرده‌است می‌توان به باشگاه اتلتیکو ایندپندینته و باشگاه فوتبال سانتا فه اشاره کرد.
وی همچنین در تیم ملی فوتبال کلمبیا بازی کرده‌است.